# Йогическая отвисающая стопа

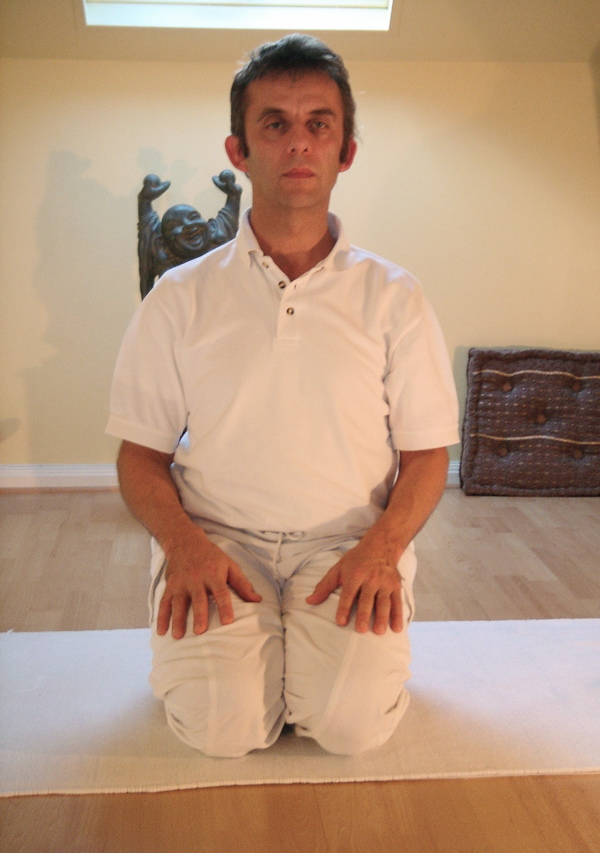
Ваджрасана

Йоги́ческая отвиса́ющая стопа́ (англ. Yoga foot drop) — разновидность отвисающей стопы, приводящая к нарушению походки. Возникает при чрезмерном сидении на коленях в одной из основных йогических поз — ваджрасане.
Название было предложено в 1971 году американским врачом, доктором медицины Джозефом Чусидом, который рассматривая в статье в «Журнале американской медицинской ассоциации» случай с отвисанием стопы у студента, который жаловался на возрастание трудностей при ходьбе, беге и подъёме по лестнице, пришёл к выводу, что причиной недомоганий послужило сдавливание общего малоберцового нерва и, как следствие, недостаточный кровоток.
Американский научный журналист Уильям Брод рассматривает возникновение отвисающей стопы как побочное явление, возникающее при выполнении йогических упражнений, о котором обычно не упоминают при проведении занятий учителя йоги и тематическая учебная литература.